# Бунін Микола Юхимович
Микола Юхимович Бунін (нар. 1924, село Вишнє-Гуторово, тепер Бєсєдинського району Курської області, Російська Федерація — 1986?, місто Краснодон, тепер Сорокине Луганської області) — український радянський діяч, новатор виробництва, будівельник, бригадир комплексної бригади Краснодонського житлово-будівельного управління № 2 Луганської області. Депутат Верховної Ради УРСР 6-го скликання.

## Біографія
Народився в селянській родині. Трудову діяльність розпочав у 1938 році колгоспником колгоспу «Путь коммунизма» Бєсєдинського району Курської області. З 1940 по 1941 рік — учень школи фабрично-заводського навчання № 7 міста Рутченкове Сталінської (Донецької) області.
З березня 1943 по 1950 рік — у Червоній армії, учасник німецько-радянської війни з листопада 1943 року. Служив помічником командира взводу окремого лижного батальйону 172-ї гвардійської стрілецької дивізії. Воював на 2-му Білоруському та 1-му Прибалтійському фронтах. У 1944 році отримав важке поранення ноги, лікувався у військових госпіталях та служив у запасному полку.
Після демобілізації у 1950 році приїхав у Ворошиловградську (Луганську) область і почав працювати в житлово-будівельному управлінні № 2 тресту «Краснодонпромшахтобуд». Очолювана ним будівельна бригада постійно домагалася високих показників.
Член КПРС з 1960 року.
Бригадою Миколи Буніна за роки його трудової біографії були побудовані Палаци культури імені «Молодої гвардії», імені Олега Кошового, Палац спорту, будівля музею, кінотеатр «Ювілейний», готель «Турист», гірничий технікум, інститут, санаторій-профілакторій, школи № 4,5,8,24. 60 % житлового фонду Краснодона споруджено за участю бригади Буніна.
На його честь названа одна з вулиць міста Краснодона (Сорокиного) Луганської області.

## Нагороди
- орден Леніна
- орден Жовтневої Революції
- орден Вітчизняної війни І ст. (6.04.1985)
- орден Червоної Зірки (6.11.1947)
- ордени
- медалі
- заслужений будівельник Української РСР
- почесний громадянин міста Краснодона (1964)